# ذي الشوحط

تعديل مصدري - تعديل

ذي الشوحط هي إحدى قرى عزلة القارة بمديرية رصد التابعة لمحافظة أبين، بلغ تعداد سكانها 103 نسمة حسب تعداد اليمن لعام 2004.